# IOS 5
iOS 5 — п’ятий основний випуск мобільної операційної системи iOS, що розроблена Apple Inc., як наступник iOS 4. Вона була представлена на Worldwide Developers Conference 6 червня 2011 року і була випущена 12 жовтня 2011 року. Її наступником стала iOS 6, яка була випущена 19 вересня 2012 року.
iOS 5 оновила сповіщення, додавши тимчасові банери, які з'являються у верхній частині екрана, і зʼявився Центр сповіщень, центральне місце для всіх останніх сповіщень. У операційній системі також зʼявився iCloud, служба хмарного сховища Apple для синхронізації вмісту та даних на пристроях із підтримкою iCloud, і iMessage, службу миттєвих повідомлень Apple. Вперше оновлення системного програмного забезпечення стало доступне для встановлення бездротово, без використання комп'ютера та iTunes. iOS 5 також отримала глибоку інтеграцію з Твіттером, представила багатозадачні жести на iPad і додала легкодоступний ярлик камери на заблокованому екрані.
iOS 5 була предметом критики користувачів iPhone 4S, оскільки початкова версія мала низький час роботи акумулятора, траплялися збої у роботі SIM-карток і відлуння під час телефонних дзвінків. Ці проблеми були виправлені в оновленнях.

## Програми
- Програма iPod розділена на програми Музика та Відео на iPad та iPhone, як і у iPod Touch.
- Нагадування
- Newsstand[en]
- Siri (iPhone 4S та новіші моделі)

## Історія

### Анонс і початковий випуск
iOS 5 була представлена на Apple Worldwide Developers Conference 6 червня 2011 року, а бета-версія стала доступною для розробників того ж дня.
iOS 5 була офіційно випущена 12 жовтня 2011 року.

### Оновлення
| Версія | Збірка      | Дата випуску      | Примітки |
| ------ | ----------- | ----------------- | --- |
| 5.0    | 9A334       | 12 жовтня 2011    | Початковий випуск |
| 5.0.1  | 9A405       | 10 листопада 2011 | Виправлення помилок |
| 5.0.1  | 9A406       | 12 грудня 2011    | Виправлення помилок |
| 5.1    | 9B176 9B179 | 7 березня 2012    | - Перероблений додаток Камера для iPad - Іконка Камери на заблокованому екрані тепер завжди присутня і має новий жест для активації (лише для iPhone та iPod touch) - Ліміт завантаження в App Store через 3G було збільшено до 50 МБ (раніше було 20 МБ) - Підтримка японської мови для Siri |
| 5.1.1  | 9B206       | 7 травня 2012     | Виправлення помилок |
| 5.1.1  | 9B208       | 25 травня 2012    | Виправлення помилок |

1. ↑  Початковий випуск для iPhone 4S
2. 1 2  Лише iPhone 4S
3. ↑  Початковий випуск для iPad (3-го покоління)
4. ↑  Лише iPhone 4 (GSM)

## Особливості системи

### Сповіщення
У попередніх версіях iOS сповіщення з'являлися на екрані у вигляді діалогових вікон, перериваючи поточну активність. У iOS 5 сповіщення оновлено і відображаються як тимчасовий банер у верхній частині екрана. До останніх сповіщень також можна отримати доступ, відкривши «Центр сповіщень» у верхній частині екрана. Користувачі, які віддають перевагу старій системі сповіщень, можуть зберегти її, вибравши відповідну опцію в меню Параметри.

### iCloud
У iOS 5 зʼявився iCloud, хмарне сховище даних від Apple. Новий сервіс дозволяє користувачам синхронізувати свою музику, зображення, відео та дані додатків на всіх своїх пристроях із підтримкою iCloud.

### Бездротові оновлення
iOS 5 дозволяє бездротово оновлювати систему на підтримуваних пристроях, тобто комп'ютер і iTunes більше не потрібні для оновлення пристроїв. Both activation of new devices and updates can be done wirelessly.

### Інтеграція Твіттера
iOS 5 має глибоку інтеграцію з Твіттером. Користувачі можуть увійти в Твіттер безпосередньо з меню Прараметрів. Фотографії можна «твітити» безпосередньо з програм Фотографії або Камера, а також користувачі можуть твітити з програм Safari, YouTube і Google Maps.

### Багатозадачність
Багатозадачні жести зʼявилася на iPad з випуском iOS 5. Багатозадачність дозволяє користувачам перемикатися між додатками, не натискаючи двічі на кнопку «Додому» або спочатку не переходячи на головний екран. Multitasking gestures were only available on the iPad 2.

### Клавіатура
Клавіатуру iPad можна було відкріпити від нижньої частини екрана та розділити на дві половини клавіатури.

## Функції програм

### Фотографії та Камера
Перший випуск iOS 5 дозволив вперше легко отримати доступ до програми Камера із заблокованого екрана. Користувачі двічі клацали кнопку «Додому», поруч із повідомленням «Проведіть пальцем, щоб розблокувати», з'являлася іконка камери, користувачі натискали на неї, щоб отримати прямий доступ до камери. Оновлення iOS 5.1 спростило процес, відкинувши процедуру подвійного клацання кнопки «Додому», але вимагаючи, щоб користувачі проводили вгору іконку камери. З міркувань безпеки, коли пристрій заблоковано за допомогою пароля, цей метод доступу до камери дозволяє отримати доступ лише до програми Камера, а не до інших функцій пристрою.
Натискання кнопки збільшення гучності дозволяє користувачеві зробити знімок.

### Повідомлення
iMessage, нова служба обміну миттєвими повідомленнями, вбудована в додаток Повідомлення, дозволила власнику пристрою на базі iOS 5 надсилати як основні, так і мультимедійні повідомлення будь-кому, хто має сумісний пристрій iOS 5. На відміну від SMS, повідомлення, надіслані через iMessage, використовують Інтернет, на відміну від звичайних стільникових текстових повідомлень, але також, на відміну від звичайних SMS, пристрої на Android і BlackBerry несумісні з цією службою. iMessages синхронізуються між пристроями користувача та мають синій колір, а звичайні SMS — зелений.

### Пошта
Програма iOS Пошта включала розширене форматування тексту, кращий контроль відступів, позначення повідомлень і можливість перетягування адрес між рядками Кому, Копія та Прихована копія.

### Нагадування
Нагадування дозволяють користувачам створювати списки завдань із попередженнями, які можуть базуватися на даті або на розташуванні.

### Newsstand
Newsstand працює не як базова програма, а як спеціальна папка. Він показує значки для всіх періодичних видань, які користувач передплатив, наприклад газет і журналів. Нові випуски завантажуються автоматично.

### Музика та Відео
На зміну програмі iPod прийшли окремі програми Музика та Відео.

## Проблеми

### Початкові проблеми з оновленням
Перший випуск iOS 5 у жовтні 2011 року мав значні проблеми з оновленням, з помилками під час встановлення та перевантаженням сервера Apple.

### Час роботи батареї iPhone 4S
Після скарг користувачів Apple офіційно підтвердила, що iOS 5 спричиняла низький час роботи від акумулятора для деяких користувачів iPhone 4S, і заявила, що майбутнє оновлення програмного забезпечення вирішить проблеми. The iOS 5.0.1 update fixed bugs related to battery issues.

### Проблема Wi-Fi з'єднання
У листопаді 2011 року Engadget повідомив, що оновлення iOS 5 спричинило збої з'єднання Wi-Fi у деяких користувачів. У звіті також зазначено, що «недавнє оновлення iOS 5.0.1, безумовно, також не вирішило проблеми», і ставить під сумнів, чи ця проблема не є частиною більшої проблеми.

### Несправність SIM-карток
Деякі користувачі iPhone 4S повідомили про проблеми з SIM-карткою в iOS 5 — вони отримували повідомлення про помилку «Недійсна SIM-картка» та «Відмова SIM-картки». Apple випустила другу програмну збірку оновлення 5.0.1, призначену для усунення проблем із SIM-карткою.

### Відлуння телефонного дзвінка
Деякі користувачі iPhone 4S повідомили про випадкову появу відлуння під час телефонних дзвінків, здійснених за допомогою навушників у початковій версії iOS 5. Інколи через цю проблему інший учасник дзвінка не міг почути розмову.

## Оцінки
Багато аспектів iOS 5 отримали позитивні відгуки, зокрема новий Центр сповіщень, можливість синхронізації та бездротового оновлення, iMessage тощо. Річмонд Шейн із Telegraph сказав: «iOS 5 — це блискуче оновлення до вже блискучої операційної системи. Різні люди шукають різні речі в мобільній операційній системі. Ось чому деякі люди віддають перевагу BlackBerry, Android або Windows Mobile. Я ціную простоту використання та увагу до деталей у дизайні. Із iOS 5 Apple продовжує надавати найкращий доступний досвід користувача».
Річард Гудвін із Know Your Mobile сказав: «Загалом, ми вважаємо, що iOS 5 — це все, що потрібно для того, щоб бути кращим. Ми не можемо дочекатися, щоб наші зуби застрягли в ній, щойно вона буде випущена восени 2011 року».

## Підтримувані пристрої
З цим випуском Apple відмовилася від підтримки старих пристроїв, зокрема iPhone 3G та другого покоління iPod Touch.
| - iPhone 3GS - iPhone 4 - iPhone 4S | - iPod Touch (3‑го покоління) - iPod Touch (4‑го покоління) | - iPad (1‑го покоління) - iPad 2 - iPad (3-го покоління) | - Apple TV (2‑го покоління) - Apple TV (3‑го покоління) |  |